# Cryptodiscus foveolaris
Cryptodiscus foveolaris är en lavart som först beskrevs av Rehm, och fick sitt nu gällande namn av Rehm. Cryptodiscus foveolaris ingår i släktet Cryptodiscus, och familjen Stictidaceae. Arten är reproducerande i Sverige.